# Nông nghiệp đô thị sinh thái
Nông nghiệp đô thị sinh thái là nền nông nghiệp được bố trí phù hợp với điều kiện của từng vùng, tôn trọng các quan hệ và cân bằng tự nhiên; được ứng dụng khoa học công nghệ sạch vào sản xuất, nhằm sử dụng có hiệu quả các nguồn lực (đất, nước, năng lượng, lao động, dịch vụ …) tạo ra sản phẩm chất lượng cao, an toàn thực phẩm và góp phần nâng cao chất lượng môi trường và cảnh quan đô thị, đảm bảo cho sự phát triển hệ sinh thái bền vững

Cây xanh đô thị

## Vai trò
Như vậy, nông nghiệp đô thị sinh thái là nền nông nghiệp không chỉ cung cấp cho thị trường những sản phẩm nông sản thông thường, mà còn cả những nông sản cao cấp và những sản phẩm đáp ứng nhu cầu về tinh thần của người dân đô thị như: Cải thiện môi trường sống, điều hòa khí hậu, làm đẹp cảnh quan…Những sản phẩm này ngày càng được coi trọng hơn trong quá trình đô thị hóa khi mà dân trí và điều kiện vật chất của người dân ngày càng được nâng cao.
Nông nghiệp đô thị sinh thái là nền nông nghiệp ứng dụng công nghệ cao và những tiến bộ khoa học kỹ thuật tiên tiến vào sản xuất, đặc biệt là công nghệ sinh học…Đảm bảo được sự cân bằng của các yếu tố tự nhiên như: đất, nước, nhiệt độ, độ ẩm…có vai trò quan trọng để hạn chế những tác động của quá trình đô thị hóa như: lọc sạch bầu không khí, làm sạch nguồn nước thải, giảm tiếng ồn và tạo cảnh quan văn hóa cho đô thị…
Nông nghiệp đô thị sinh thái, ngoài việc cung cấp lương thực, thực phẩm còn có cả tác động làm giảm tiêu cực của quá trình đô thị hóa và hữu ích đến môi trường nhờ tác động cải thiện vi khí hậu, bảo tồn và làm giàu tính đa dạng sinh học, giá trị cảnh quan, bảo vệ tài nguyên thiên nhiên…Ngoài ra, nông nghiệp đô thị còn tạo cơ hội cung cấp công ăn việc làm, tăng thêm thu nhập cho một bộ phận dận cư đô thị. Việc ứng dụng công nghệ tiên tiến vào sản xuất, đặc biệt là công nghệ sinh học…sẽ góp phần làm tăng năng suất và chất lượng nông sản, tạo điều kiện phát triển công nghiệp chế biến, thương mại dịch vụ các sản phẩm nông sản có chất lượng cao, cho hiệu quả kinh tế cao và bền vững. Do đó phát triển nông nghiệp đô thị sinh thái bền vững là xu hựớng phát triển tất yếu của quá trình phát triển nông nghiệp tương lai.

## Nội dung
- Nông nghiệp đô thị sinh thái đòi hỏi bố trí sản xuất phù hợp với điều kiện tự nhiên, kinh tế - xã hội. Hệ sinh thái của mỗi vùng được bố trí địa bàn sản xuất xen kẽ, hoặc tập trung ở cả trong đô thị và vùng ngoại ô.
- Nông nghiệp đô thị sinh thái có nhiệm vụ sản xuất cả sản phẩm hữu hình là nông sản thực phẩm chất lượng cao, an toàn, đáp ứng yêu cầu của đô thị bằng việc ứng dụng các tiến bộ của khoa học và công nghệ sạch vào sản xuất. Quan trọng hơn tạo ra sản phẩm vô hình đó là vùng sinh thái, cải thiện, giữ gìn môi trường, bảo tồn các giá trị truyền thống, tạo cảnh quan nghỉ ngơi và phục vụ du lịch sinh thái, văn hóa.
- Nông nghiệp đô thị sinh thái tôn trọng, giữ vững sự cân bằng tự nhiên, bố trí hợp lý, cân đối diện tích cây xanh, mặt nước và phát triển đô thị công nghiệp, … góp phần phát triển bền vững.

## Đặc điểm
- Nông nghiệp đô thị sinh thái có mối quan hệ cân bằng sinh thái, gắn kết các ngành, đồng thời có sự liên kết theo không gian trên phạm vi rộng: giữa đô thị và nông thôn, giữa các không gian kinh tế và không gian hành chính, có vai trò định hướng đối với các hoạt động nông nghiệp khác ở các vùng lân cận.
- Nông nghiệp đô thị sinh thái mang những đặc điểm của nền nông nghiệp công nghệ cao, công nghệ sạch để sản xuất sản phẩm chất lượng cao, an toàn.
- Năng suất cây trồng, hiệu quả kinh tế của nông nghiệp đô thị sinh thái có thể thấp hơn nông nghiệp thâm canh, nhưng giá trị sử dụng lại cao hơn.
Phát triển nông nghiệp đô thị sinh thái chính là phát triển nông nghiệp bền vững đặc thù và phát triển cao luôn gắn liến với sưj đòi hỏi ngày càng cao của nhân dân thành phố về thực phẩm, về môi trường sống, về nghỉ ngơi giải trí gần gũi thiên nhiên, đảm bảo sự phát triển toàn diện của con người cả về sức khỏe vè giá trị văn hóa tinh thần trên cơ sở áp dụng các phương pháp sản xuất khoa học và các mô hình sử dụng và tái tạo nguồn lực nhằm đạt tới sự phát triển bền vững của con người, xã hội và môi trường sinh thái.
Quy mô thành phố càng lớn, dân số càng đông, mật độ dân số càng cao và trình độ kinh tế - văn hóa ngày càng phát triển một mặt làm cho đất đai nông nghiệp ngày càng bị thu hẹp, môi trường bị ô nhiễm trầm trọng. Bên cạnh đó nhu cầu của người dân thành phố đối với nông nghiệp vốn đã cao lại càng cao theo tiêu chuẩn sinh thái - nhân văn.